# Yé-yé
Yé-yé je naziv za generaciju madridskog Reala koja je "harala" 60. godinama prošlog stoljeća. U prvim godinama kapetanom je bio Francisco Gento, koji je igrajući zajedno s velikim Alfredom di Stefanom osvojio pet puta europski Kup prvaka. Gento je predvodio skupinu mladih Realovih igrača kao što su: Amancio Amaro, José Araquistáin, Pachín, Pedro de Felipe, Manuel Sanchis Martínez, Pirri, Ignacio Zoco, Fernando Serena, Ramón Grosso i Manuel Velázquez. Karakteristika Yé-yéa je to da su svi igrači bili Španjolci. Ova grupa Realovih igrača bila je "dlakavija" od ostalih generacija jer je u to vrijeme to bila moda. Ime su dobili po pjesmi od Beatlesa "She loves you" u kojoj prateći vokali pjevaju: "Yeah, yeah, yeah" te zbog toga što su četvorica članova Reala pozirala za španjolski list Marcu u perikama, koje su neodoljivo podsjećale na tadašnje članove Beatlesa.
Transformacija starog tima započela je 1959. kada trenerom postaje Miguel Muñoz. Uskoro Gento kapetansku vrpcu predaje mladom Amanciu. On je "forsirao" igrače iz Realovih mlađih pogona što je dovelo do toga da su svi igraču u ovoj generaciji bili Španjolci. Yé-yé generacija dominira u španjolskoj ligi osvojivši to natjecanje 9 puta. Real je s ovom generacijom osvojio i šesti naslov Europskog prvaka. Bilo je to 1966. u utakmici na belgijskom Heysel stadionu protiv Partizana. Rezultat je bio 2-1, a strijelci su bili Amaro i Serena za Real te Velibor Vasović za Beograđane.

## Uspjesi
- Španjolsko prvenstvo (8): 1961., 1962., 1963., 1964., 1965., 1967., 1968., 1969.
- Kup prvaka (1): 1966.
- Kup kralja (1): 1962.